# Julián Tavárez
Julián del Carmen Tavárez (nacido el 22 de mayo de 1973 en Santiago) es un ex lanzador dominicano que jugó en las Grandes Ligas de Béisbol.

## Carrera (1990-2009)

### Ligas menores (1990-93)
Tavárez comenzó su carrera profesional el 16 de marzo de 1990, debido a una firma de un contrato de ligas menores con la organización de los Indios de Cleveland. Durante dos años, fue titular en equipo de los Indios en la Dominican Summer League. En 1991, se unió al equipo de Clase A los Burlington Royals donde lideró la liga en blanqueadas y en Hit by pitch. Tavárez progresó rápidamente al año siguiente, jugando en Kinston, Canton-Akron Indians, y finalmente con los Indios de Cleveland. Fue nombrado Jugador de Ligas Menores del Año de los Indios en 2004 (recibiendo el Premio Lou Boudreau).

### Cleveland Indians (1993-96)
Hizo su debut en Grandes Ligas el 6 de agosto de 1993, y obtuvo su primera victoria el 14 de agosto contra los Rangers de Texas. Durante su tiempo con los Canton-Akron Indians, Tavárez ganó los honores como Mejor Jugador del Año en la Carolina League y fue nombrado el mejor prospecto de la liga por Baseball America. Tavárez fue degradado al equipo de Triple-A, Charlotte en 1994, donde lideró la International League en victorias. No hubo espacio en el roster de Cleveland para él ese año. Tavárez fue enviado al bullpen en el 1995, el cual fue un gran año para él. Fue el primero en victorias, tercero en entradas lanzadas, y quinto en efectividad entre los lanzadores relevistas de la Liga Americana y lanzó 4.1 entradas en blanco contra los Bravos de Atlanta en la Serie Mundial. Tavárez fue el Novato del Año de Sporting News de la Liga Americana, pero terminó sexto en la votación por la Baseball Writers Association of America. 1996 fue el último año de Tavárez con Cleveland. Fue suspendido por tres días después de una pelea en Milwaukee y pasó dos semanas en el equipo de Triple-A los Buffalo Bisons antes de aparecer en la Serie Divisional de la Liga Americana.

### San Francisco Giants (1997-99)
Tavárez fue traspasado a los Gigantes de San Francisco el 13 de noviembre de 1996, junto con los infielders Jeff Kent y José Vizcaíno y un jugador a ser nombrado (el lanzador Joe Roa) a cambio del tercera base Matt Williams y un jugador a ser nombrado (el jardinero Trenidad Hubbard). En su primer año con el club, Tavárez lideró la Liga Nacional con 89 apariciones, al mismo tiempo estableciendo un récord del club en la estadística. Tuvo una racha de 24 partidos consecutivos sin anotaciones y apareció en los tres partidos de la Serie Divisional de la Liga Nacional contra los Marlins de Florida. Tavárez hizo su primer salvamento el 14 de mayo de 1998, con 3 innings haciendo out contra los Expos de Montreal. Además fue enviado a la lista de lesionados por primera vez después de sufrir un tirón en el músculo dorsal ancho y recibió su segunda suspensión después de una discusión con el umpire Sam Holbrook. Tavárez volvió a aparecer en la lista de lesionados debido a neumonía en 1999 y tuvo dos temporadas de liga menor.

### Colorado Rockies (2000)
Tavárez fue reclamado desde la lista de waivers por los Rockies de Colorado el 21 de noviembre de 1999. Hizo uno de los dos juegos completos de su carrera en Grandes Ligas con un partido de cuatro hits contra los Cachorros de Chicago y llegando a tener un récord personal de 11 victorias.

### Chicago Cubs (2001)
Tavárez firmó como agente libre con los Cachorros de Chicago el 16 de noviembre de 2000, y estableció marcas personales en entradas, ponches y juegos comenzaron después de regresar a un rol de abridor a tiempo completo. El 11 de abril, ejecutó un toque seguro para establecer su primera carrera impulsada. Fue suspendido desde el 29 de abril al 4 de mayo por su participación en una pelea contra los Gigantes. El 5 de mayo, Tavárez ganó un partido desigual 20-1 contra los Dodgers de Los Ángeles. Luego hizo su primer juego multi-hit contra Pittsburgh el 24 de julio. El 6 de octubre, contra los Piratas de Pittsburgh, Tavárez ponchó a nueve bateadores y logró un juego sin hits hasta la octava entrada antes de que fuera interrumpido por Mendy López.

### Florida Marlins (2002)
Tavárez fue adquirido por los Marlins de Florida el 27 de marzo de 2002, junto con los lanzadores de ligas menores José Cueto, Dontrelle Willis y el receptor Ryan Jorgensen, a cambio de los lanzadores Antonio Alfonseca y Matt Clement. El 16 de mayo, escogió lanzar con una lesión en el hombro y permitió 10 carreras limpias. Comenzó una racha de cinco derrotas consecutivas. Permitió 25 carreras y tuvo un  opponents batting average de.391 en el primer inning.

### Pittsburgh Pirates (2003)
Tavárez fue relegado al bullpen en 2003 después de haber sido firmado por los Piratas de Pittsburgh como agente libre de ligas menores el 28 de enero. Durante la temporada, compiló una racha de 14.1 entradas en blanco consecutivas y terminó la temporada con un récord personal de 11 salvamentos, permitiendo solo 9 de 35 corredores heredados anotar.

### St. Louis Cardinals (2004-05)
Tavárez firmó con los Cardenales de San Luis el 9 de enero de 2004. Obtuvo su primer triunfo del equipo contra los Rojos de Cincinnati, ponchando al equipo en la  10.ª entrada, y llegó a 1,000 entradas lanzadas en agosto.
Tavárez fue expulsado de un juego contra los Piratas el 20 de agosto de 2004, después de haber sido acusado de tener una "sustancia extraña" en la gorra. Tuvo una suspensión de 8 días por el incidente.
Tavárez alcanzó una efectividad de 2.61 en nueve juegos de postemporada, pero sufrió roturas en su dedo anular izquierdo y quinto metacarpiano después de golpear un teléfono en el bullpen del dugout después de haber sido eliminado del Juego 4 de la Serie de Campeonato de la Liga Nacional. Había permitido un cuadrangular en solitario de Carlos Beltrán, concedió dos bases por bolas y golpeó a un bateador. Tavárez jugó el resto de la postemporada de 2004 con una envoltura protectora en su guante, y cuando se quitó el guante de la mano estaba notablemente hinchada. Tavárez sufrió la derrota ante los Medias Rojas de Boston en el Juego 1 de la Serie Mundial de 2004, dándole el jonrón de la victoria a Mark Bellhorn en la octava entrada.

### Boston Red Sox (2006-08)
Agente libre tras la temporada de 2005, Tavárez acordó un contrato por $6.7 millones y dos años con los Medias Rojas de Boston el 18 de enero de 2006.
El 27 de marzo de 2006, Tavárez fue suspendido por los primeros diez juegos de su carrera en los Medias Rojas, como resultado de una pelea que estalló entre él y el jardinero de los Tampa Bay Devil Rays Joey Gathright durante un partido de spring training. A pesar de que tuvo un mal año como lanzador de relevo, las lesiones obligaron a los Medias Rojas a utilizarlo como abridor las últimas semanas de la temporada. En 6 aperturas, se fue de 3-0 con una efectividad de 4.01, y logró hacer su segundo juego completo en la victoria 7-1 contra los Azulejos de Toronto.
El 22 de marzo de 2007, su compañero de equipo Jonathan Papelbon fue nombrado como el cerrador del equipo, y Tavárez tomó su puesto en la rotación.
Tavárez denominó al personal de lanzadores de los Medias Rojas como el mejor con los que él haya sido asociado.
Durante un juego en mayo de 2007, Tavárez llevaba zapatos estampados con la imagen de su compañero de equipo David Ortiz.
En los spring training, se había asumido que Tavárez iba a mantener el quinto puesto en la rotación de los Medias Rojas por el lanzador prospecto Jon Lester, mientras este se recuperaba de cáncer. Sin embargo, con Lester luchando en Triple-A y Tavárez lanzando bien, mantuvo su puesto en la rotación a través de la pausa por el Juego de Estrellas.
Después de un tener una pobre salida, 0-4 con una efectividad de 7.79, fue trasladado al bullpen el 22 de julio de 2007, y sustituido en la rotación por Lester.
Tavárez ganó su primer anillo de Serie Mundial, cuando los Medias Rojas barrieron a los Rockies de Colorado en la Serie Mundial de 2007.
El 11 de mayo de 2008, Tavárez fue designado para asignación. Más tarde aceptó una asignación al equipo Triple-A Pawtucket Red Sox a pesar de que podría haber optado por la agencia libre. Ese mismo mes, fue puesto en libertad.

### Milwaukee Brewers (2008)
El 27 de mayo de 2008, Tavárez firmó un contrato con los Cerveceros de Milwaukee por el resto de la temporada 2008. El 19 de junio, Tavárez fue designado para asignación, y rechazó una asignación a las menores, optando en cambio por ser liberado de su contrato.

### Atlanta Braves (2008)
Tavárez firmó un contrato con los Bravos de Atlanta el 8 de julio de 2008, para el resto de la temporada  2008. Ese día, hizo su debut contra los Dodgers de Los Angeles. Lanzó un tercio de entrada y permitió dos carreras, una limpia.

### Washington Nationals (2009)
El 13 de marzo de 2009, Tavárez firmó un contrato de ligas menores con los Nacionales de Washington y fue invitado a los spring training. Cuando se le preguntó por qué eligió firmar con los Nacionales, Tavárez admitió que no tenía otras opciones:. "¿Por qué me inscribo con los Nacionales? Cuando usted va a un club a las 4 de la mañana, y solo estás a la espera, espera, espera de una mujer de 600 libras que se ve como J-Lo. Y para mí, esta es Jennifer Lopez aquí. Son las 4 de la mañana. Mucha bebida. Así que los Nacionales son Jennifer Lopez para mí ". En julio de 2009 fue designado para asignación por los Nacionales, y finalmente liberado.

### Retiro
Después de jugar béisbol durante 19 años, a nivel de ligas menores y mayores, decidió retirarse a finales de 2009.